# Chwałęcice (gromada)
Chwałęcice – dawna gromada, czyli najmniejsza jednostka podziału terytorialnego Polskiej Rzeczypospolitej Ludowej w latach 1954–1972.
Gromady, z gromadzkimi radami narodowymi (GRN) jako organami władzy najniższego stopnia na wsi, funkcjonowały od reformy reorganizującej administrację wiejską przeprowadzonej jesienią 1954 do momentu ich zniesienia z dniem 1 stycznia 1973, tym samym wypierając organizację gminną w latach 1954–1972.
Gromadę Chwałęcice z siedzibą GRN w Chwałęcicach (obecnie w granicach Rybnika) utworzono – jako jedną z 8759 gromad na obszarze Polski – w powiecie rybnickim w woj. stalinogrodzkim, na mocy uchwały nr 22/54 WRN w Stalinogrodzie z dnia 5 października 1954. W skład jednostki wszedł obszar dotychczasowej gromady Chwałęcice ze zniesionej gminy Jejkowice i obszar dotychczasowej gromady Zwonowice ze zniesionej gminy Lyski w powiecie rybnickim w woj. stalinogrodzkim, a także obszar dotychczasowej gromady Stodoły ze zniesionej gminy Rudy w powiecie raciborskim w woj. opolskim. Dla gromady ustalono 21 członków gromadzkiej rady narodowej.
20 grudnia 1956 województwo stalinogrodzkie przemianowano (z powrotem) na katowickie.
Gromada przetrwała do końca 1972 roku, czyli do kolejnej reformy gminnej. 1 stycznia 1973 w powiecie rybnickim utworzono gminę Chwałęcice.